# Päivi Tikkanen

Päivi Tikkanen (1991)

Päivi Tikkanen (* 19. Januar 1960 in Savitaipale) ist eine ehemalige finnische Langstreckenläuferin.
Bei den Leichtathletik-Weltmeisterschaften 1991 in Tokio wurde sie im 3000-Meter-Lauf Vierte in 8:41,30 min, bis heute finnischer Rekord über diese Distanz. Landesrekorde waren auch sowohl ihre Bestzeiten über 5000 m (15:15,76 min, 27. August 1989, Lohja), 10.000 m (31:45,02 min, 30. Juni 1992, Helsinki) und Halbmarathon (1:10:35 h, 3. September 1994, Stockholm) wie auch ihre Siegerzeit beim Berlin-Marathon 1989 (2:28:45 h). 1993 siegte sie beim Berliner Halbmarathon.